# Oxkutzcab
Oxkutzcab ist eine Stadt auf der Halbinsel Yucatán mit ca. 28.000 Einwohnern und der Hauptort eines insgesamt knapp 35.000 Einwohner zählenden Verwaltungsbezirks (municipio) im mexikanischen Bundesstaat Yucatán. 

## Lage und Klima
Die Stadt Oxkutzcab liegt ca. 110 km (Fahrtstrecke) südlich der Provinzhauptstadt Mérida in einer Höhe von ca. 20 m an der nördlichen Grenze der Puuc-Region. Die oft besuchten Maya-Stätten Sayil, Labná und Xlapak liegen auf dem Gemeindegebiet im Umkreis von maximal 30 km. Das Klima ist oft schwülwarm; Regen (ca. 900–1000 mm/Jahr) fällt überwiegend im Sommerhalbjahr.

## Bevölkerung
| Jahr      | 2000   | 2010   | 2020   |
| Einwohner | 20.244 | 23.102 | 26.175 |

Die weitaus meisten Einwohner sind indigener Abstammung oder Mestizen.

## Wirtschaft
Oxkutzcab ist ein Zentrum des Obst- und Gemüseanbaus in Yucatán. Auch die Viehzucht spielt eine gewisse Rolle.

## Geschichte
Oxkutzcab war schon vor der Ankunft der Spanier besiedelt und gehörte zum Einflussbereich der Tutul-Xiu-Dynastie, deren Hauptstädte Uxmal, dann Maní waren. Um die Mitte des 16. Jahrhunderts war die spanische Eroberung abgeschlossen und man begann mit der Missionierung des indigenen Bevölkerung.
Während des Kastenkriegs (1847/48) wurde die Kleinstadt zerstört, anschließend jedoch wieder aufgebaut. Drei Jahrzehnte später wurde sie durch eine – inzwischen wieder demontierte – Eisenbahnstrecke mit Mérida verbunden.

## Sehenswürdigkeiten
- Bedeutendstes Bauwerk von Oxkutzcab ist die gegen Ende des 16. Jahrhunderts vom Franziskanerorden begonnene, aber erst 100 Jahre später in Form einer „Hallenkirche“ fertiggestellte ehemalige Klosterkirche Iglesia de San Francisco de Asís, deren Fassade von zwei Glockengiebeln (espadañas) überhöht wird. Das Innere der Kirche ist – in Yucatán eher unüblich – dreischiffig.[3]
- Das Rathaus (Palacio Municipal) zeigt eine breit gelagerte Fassade mit Erdgeschossarkaden. Der mittlere Uhrenaufsatz scheint eine spätere Zutat zu sein.

Umgebung
- Etwa 7 km südwestlich der Stadt befindet sich die sehenswerte Loltún-Höhle (Grutas de Loltún).